# Kanton Signy-l'Abbaye
Kanton Signy-l'Abbaye (fr. Canton de Signy-l'Abbaye) je francouzský kanton v departementu Ardensko v regionu Grand Est. Tvoří ho 71 obcí. Před reformou kantonů 2014 ho tvořilo 12 obcí.

## Obce kantonu
od roku 2015:
| - Antheny - Aouste - Aubigny-les-Pothées - Auboncourt-Vauzelles - Barbaise - Blanchefosse-et-Bay - Bossus-lès-Rumigny - Cernion - Champlin - Chappes - Chaumont-Porcien - Chesnois-Auboncourt - Clavy-Warby - Dommery - Doumely-Bégny - Draize - L'Échelle - Estrebay - Faissault - Faux - La Férée - Flaignes-Havys - Fraillicourt - Le Fréty | - Girondelle - Givron - Grandchamp - Gruyères - Hagnicourt - Hannappes - Jandun - Justine-Herbigny - Lalobbe - Launois-sur-Vence - Lépron-les-Vallées - Liart - Logny-Bogny - Lucquy - Maranwez - Marby - Marlemont - Mesmont - Montmeillant - Neufmaison - La Neuville-lès-Wasigny - Neuvizy - Novion-Porcien - Prez | - Puiseux - Raillicourt - Remaucourt - Renneville - Rocquigny - La Romagne - Rouvroy-sur-Audry - Rubigny - Rumigny - Saint-Jean-aux-Bois - Saulces-Monclin - Sery - Signy-l'Abbaye - Sigournais - Talmont-Saint-Hilaire - Vaux-lès-Rubigny - Vaux-Montreuil - Vaux-Villaine - Viel-Saint-Remy - Villers-le-Tourneur - Wagnon - Wasigny - Wignicourt |

před rokem 2015:
- Barbaise
- Clavy-Warby
- Dommery
- Gruyères
- Jandun
- Lalobbe
- Launois-sur-Vence
- Maranwez
- Neufmaison
- Raillicourt
- Signy-l'Abbaye
- Thin-le-Moutier